# Les Càrcoles
Les Càrcoles és una muntanya de 425 metres que es troba al municipi de Tivissa, a la comarca catalana de la Ribera d'Ebre. Al cim hi ha el senyal geodèsic número 253143001.
Aquest cim està inclòs al llistat dels 100 cims de la FEEC.